# بچه شری
بچه شری (به انگلیسی: Sherrybaby) فیلمی محصول سال ۲۰۰۶ و به کارگردانی لوری کولیر است. در این فیلم بازیگرانی همچون مگی جیلنهال، برد ویلیام هنکه، سم باتمز، کیت برتون، جانکارلو اسپوزیتو، دنی ترخو، میشل هرست و رایان سیمپکینز ایفای نقش کرده‌اند.